# Hydrornis cyaneus
La pita azul (Hydrornis cyaneus) es una especie de ave en la familia Pittidae. 

## Distribución y hábitat
Se la encuentra en Bangladés, Bután, Camboya, China, India, Laos, Birmania, Tailandia, y Vietnam. Sus hábitats naturales son los bosques húmedos bajos y los bosques montanos húmedos subtropicales o tropicales.